# Belkofski
Belkofski est une localité inhabitée d'Alaska aux États-Unis dans le Borough des Aléoutiennes orientales.
Elle est située à l'extrémité orientale de la Péninsule d'Alaska, à 19 km au sud-est de King Cove.
Les températures vont de 26 °C en été à −25 °C en hiver.
Les Russes ont occupé l'endroit en 1823 à cause de l'importante colonie de loutres de mer qui y vivait, c'était alors un des villages les plus influents, avec magasins de fournitures générales, commerces de fourrures, et église orthodoxe. Avec l'extinction de la chasse à la loutre, au début du vingtième siècle, l'activité du village décrut ainsi que sa population. Il n'y restait plus que quelques résidents qui y chassaient pour leur propre subsistance.
Depuis 1980, les derniers habitants ont quitté les lieux, et sont partis à King Cove emportant la cloche de l'église et les reliques qui s'y trouvaient afin de bâtir une autre église dans leur nouveau lieu de résidence. Actuellement, l'endroit n'est utilisé que comme camps de pêche l'été pour les habitants des villages alentour.
Les seuls moyens de se rendre à Belkofski sont le bateau, l'hydravion ou l'hélicoptère.

## Démographie
| 1880 | 1890 | 1900 | 1920 | 1930 | 1940 | 1950 | 1960 |
| ---- | ---- | ---- | ---- | ---- | ---- | ---- | ---- |
| 268  | 185  | 147  | 129  | 123  | 140  | 119  | 57   |

| 1970 | 1980 | 1990 | 2000 | 2010 | - | - | - |
| ---- | ---- | ---- | ---- | ---- | - | - | - |
| 59   | 10   | 0    | 0    | 0    | - | - | - |